# Charles Brinley
Charles Brinley (Yuma, 15 novembre 1880 – Los Angeles, 17 febbraio 1946) è stato un attore statunitense che lavorò nel cinema all'epoca del muto.

## Filmografia
- At Shiloh - cortometraggio (1913)
- The Trey o' Hearts, regia di Wilfred Lucas e Henry MacRae - serial (1914)
- Liberty, regia di Jacques Jaccard e Henry McRae - serial (1916)
- Il servizio segreto (Patria), regia di Jacques Jaccard, Theodore W. Wharton e Leopold D. Wharton - serial (1917)
- Jungle Treachery, regia di Rex Hodge, W.B. Pearson - cortometraggio (1917)
- The Red Ace
- The Lion's Claws
- Under Northern Lights
- Jim il minatore ('If Only' Jim), regia di Jacques Jaccard (1920)
- Tiger True, regia di J.P. McGowan (1921)
- The Beautiful Gambler, regia di William Worthington (1921)
- Go Straight, regia di William Worthington (1921)
- Sahara (Love in the Desert), regia di George Melford (1929)